# Gergely Kocsárdi
Gergely Kocsárdi (ur. 24 listopada 1975 w Zalaegerszegu) – węgierski piłkarz, występujący na pozycji obrońcy.